# مدحج (روستا)
 مدحج  (در عربی:  مِدحَج )
نام روستایی است در دهستان القفاعة از توابع استان تَعِز در کشور یمن در شبه جزیره عربستان.

## جمعیت
جمعیت آن (۶۰ ) نفر (۸ خانوار) می‌باشد.